# Asandalum manfredii
Asandalum manfredii är en mångfotingart som först beskrevs av Pius Strasser 1942.  Asandalum manfredii ingår i släktet Asandalum och familjen knöldubbelfotingar. Inga underarter finns listade i Catalogue of Life.